# 天美町
天美町（あまみちょう）は、大阪府中河内郡にあった町。現在の松原市天美各町にあたる。本項では町制前の名称である天美村（あまみむら）についても述べる。

## 地理
- 河川：西除川

## 歴史
- 1889年（明治22年）4月1日 - 町村制の施行により、丹北郡池内村・城連寺村・油上村・芝村・我堂村・堀村の区域をもって天美村が発足。
- 1896年（明治29年）4月1日 - 所属郡が中河内郡に変更。
- 1947年（昭和22年）1月1日 - 天美村が町制施行して天美町となる。
- 1955年（昭和30年）2月1日 - 松原町・布忍村・恵我村・三宅村と合併して松原市が発足。同日天美町廃止。

## 交通

### 鉄道路線
- 近畿日本鉄道
  - 南大阪線
    - 河内天美駅